# Anthonis van Obergen
Anthony van Obergen, född 1543 i Mechelen, död 1611 i Danzig, var en flandrisk-baltisk arkitekt och befästningsingenjör.

## Biografi
Efter att ha studerat murverk i Mechelen och slutfört en resa för att studera befästningsarbete i Tyskland, fick van Obergen inledningsvis erfarenhet av att arbeta med befästningar i Antwerpen (1567–1571).
Han kallades senare till Danmark, och var verksam som byggmästare vid Kronborg 1577–1586. 
Han kom därefter till Danzig, där han var sysselsatt vid byggnationen av rådhuset i Altstadt 1587. Hans främsta verk blev Zeughaus i Danzig, som i tegel med sandstensornament, gavlar och trapptorn visar den nederländsk-baltiska stilen i dess höjdpunkt.
Van Obergen ritade också det gamla rådhuset i Toruń i Polen, vilket fullbordades 1603.